# Eristalis grisescens
Eristalis grisescens är en tvåvingeart som beskrevs av Sack 1931. Eristalis grisescens ingår i släktet slamflugor, och familjen blomflugor. Inga underarter finns listade i Catalogue of Life.